# 泰奧·安哲羅普洛斯
泰奧多羅斯·“泰奧”·安哲羅普洛斯（羅馬化：Theodoros Angelopoulos；1935年4月27日—2012年1月24日）是希臘的一位著名的導演和編劇。

## 生平
1935年，安哲羅普洛斯生於雅典。童年時代歷經納粹德軍占領。希腊内战期间，安哲洛普斯的父亲曾被希腊共产党领导的武装逮捕并判处死刑，原因不明，9个月后又突然被释放。1953年，在雅典大學修讀法律，1961年，就讀法國巴黎索邦大學，其後轉讀法國高級電影研究學院，因與教授理念不同，自願退學返回希臘，以撰寫影評維持生計。1964年，回到雅典，当时的希腊还处于专制统治下，安哲罗普洛斯加入希腊共产党的外围组织，支持民主变革，在报刊上发表宣扬民主共和的电影评论和杂文。
他的電影事業始於希臘軍政府時期，1968年拍攝第一部電影短片《放送》。接著在1970年拍攝第一部長片《重建》，於翌年柏林影展獲國際影評人聯盟獎，導演地位从而受到肯定。
1970年代拍攝了“希臘近代史三部曲”：《36年的歲月》(1972)、《流浪藝人》(1975)、《獵人》(1977)，透過三個獨立的故事，回眸1940年代至1970年代希臘經歷法西斯入侵、內戰、右翼軍政府的歲月。1980年以《亞歷山大大帝》獲得威尼斯电影节國際影評人聯盟獎。
1980年代拍攝“沉默三部曲”：《塞瑟島之旅》(1984)、《養蜂人》(1986)與《霧中風景》(1988)。《塞瑟島之旅》獲得1984年康城影展最佳劇本獎。
1990年代拍攝“巴爾幹三部曲”：《鸛鳥踟躕》(1991)、《尤利西斯生命之旅》(1995)與《一生何求》(1998)。其中《尤利西斯生命之旅》獲得1995年坎城影展評審團大獎以及《一生何求》獲得1998年戛纳电影节最高榮譽的金棕櫚獎。
安哲羅普洛斯在2012年1月24日於比雷埃夫斯遭遇車禍，數小時後不治身亡，享年76岁。

## 作品風格
在安哲罗普洛斯76年的生命和40多年的电影生涯里，除去早期一部未完成的故事片和最后拍摄了一半的遗作之外，一共创作了13部剧情长片和2部纪录片。行云流水般的长镜头、迷人的场面调度、希腊北部阴霾的冬日、浓得化不开的雾中风景、永远处在旅途中的主人公、静如止水的时间和诗画叠加的空间、沉重的希腊历史与深邃的自我放逐，甚至一段空白的胶片、一只从海上升起的巨大雕塑的手、轰隆向前的火车，这些都可以成为解读安氏电影的关键词。

## 作品年表
- 1965年，福爾曼故事（Forminx Story）（未完成）
- 1968年，放送（L'EMSSION/EKPOMBI）（短片）
- 1970年，重建（LARECONSTITUTION/ANAPARASTASSI）
- 1972年，36年的岁月 Days of 36（JOURS DE 36/MERES TOU 36）
- 1975年，流浪藝人 The Travelling Players（LE VOYAGE DES COMDIENS/O THIASSOS）
- 1977年，獵人 The Hunters（LES CHASSEURS/OI KYNIGOI）
- 1980年，亞歷山大大帝 Alexander the Great（ALEXANDRE LE GRAND/O MEGALEXANDROS）
- 1981年，一村，一村民 (Chorio ena, katikos enas)﹝紀錄片﹞
- 1983年，雅典，重返衛城（ATHENES,RETOUR SUR L'ACROPOLE）﹝紀錄片﹞
- 1984年，塞瑟島之旅 Voyage to Cythera（LE VOYAGE A CYTHERE/TAXIDI STA KYTHIRA）
- 1986年，養蜂人 The Beekeeper（L'APICULTEUR/O MELISSOKOMOS）
- 1988年，霧中風景 Landscape in the Mist（PAYSAGE DANS LE BROUILLARD/TOPIO STIN OMICHLI）
- 1991年，鸛鳥踟躕 The Suspended Step of the Stork（LE PAS SUSPENDU DE LA CIGOGNE/TO METEORO VIMA TOU PELARGOU）
- 1995年，尤利西斯生命之旅 Ulysses' Gaze（LE REGARD D'ULYSSE/TO VLEMMA TOU ODYSSEA）
- 1995年，尤利西斯的回望鏡頭 《卢米埃尔和他的伙伴们》中的一段（LUMIERE ET COMPAGNIE）（短片）
- 1998年，一生何求 Eternity and a Day（MIA AIONIOTITA KE MIA MERA）
- 2004年，希臘首部曲：悲傷草原 Trilogy:The Weeping Meadow（Trilogia: To Livadi pou dakryzei）
- 2007年，三分鐘(Trois minutes)《給康城的情書》中的一段 (Chacun son cinéma)（短片）
- 2008年，希臘二部曲：時光灰燼 The Dust of Time（I skoni tou hronou）

## 影响
- 台灣在1995年的金馬獎外片觀摩影展，曾推出大師專題「安哲羅普洛斯」，2005年台北的光點戲院又再度推出「南歐影展」，活動中放映安哲羅普洛斯的七部作品，包括《流浪藝人》、《獵人》、《養蜂人》、《霧中風景》、《鸛鳥踟躕》、《一生何求》以及新作《哭泣的草原》。
- 2010年的第三十四屆香港國際電影節設專題放映節目──「最後的現代主義者　安哲羅普洛斯」放映，回顧大師的所有長片﹝除《重建》外﹞。

## 外部連結
- Theo Angelopoulos在互联网电影资料库（IMDb）上的資料（英文）
- Theo Angelopoulos Official Site （页面存档备份，存于）